# Shadowboxing – Walka z cieniem. Rewanż
Shadowboxing – Walka z cieniem. Rewanż (ros. Бой с тенью 2: Реванш, Boy s tenyu 2) – rosyjski film sensacyjny z 2007 roku w reżyserii Antona Miegierdiczewa.
Jest to kontynuacja filmu Shadowboxing – Walka z cieniem z 2005 roku.

## Fabuła
Miał zerwać z karierą sportową, ale namiętność do boksu okazała się silniejsza. W rewelacyjnej formie rosyjski mistrz powraca na ring. I to na ring amerykański! Sukces jest prawie pewny. Do czasu, gdy na jednym z treningów, zadaje o jeden cios za dużo. Cios okazuje się śmiertelny.

## Obsada
- Anthony Ray Parker jako Buddy McDeere
- Alvaro Orlando jako Cesar Mendez
- Jeremy Batiste jako Diego
- Denis Nikiforow jako Artiom Kołczin
- Giovanni Bejarano jako Marco

i inni